# Born Pink World Tour
Il Born Pink World Tour è stato il secondo tour mondiale del girl group sudcoreano Blackpink, a supporto del loro album in studio, Born Pink (2022).

## Annuncio
Il 6 luglio 2022, la YG Entertainment,  casa discografica del gruppo, ha confermato che le Blackpink avrebbero pubblicato nuova musica e intrapreso il più grande tour mondiale di un gruppo femminile K-pop nella storia. Il 31 luglio, è stato rivelato che il secondo album in studio del gruppo, Born Pink, sarebbe uscito a settembre, seguito dalla tournée a partire da ottobre. L'8 agosto, il gruppo ha annunciato 36 date del tour tra ottobre 2022 e giugno 2023 in Asia, America del Nord, Europa e Oceania. Il 6 settembre, il gruppo ha svelato le date e i luoghi delle tappe nordamericane ed europee del tour. Il 6 ottobre sono state rese pubbliche due immagini teaser dell'impostazione visiva del tour, una con uno spazio nero con nuvole di fumo bianco e l'altra con un'ambientazione simile a un giardino. Il tour è iniziato ufficialmente con due spettacoli il 15 e 16 ottobre 2022, alla KSPO Dome di Seul, in Corea del Sud, a cui hanno partecipato oltre 20 000 persone. Il 28 ottobre, il gruppo ha rivelato le date e i luoghi della tappa asiatica del tour. Hanno annunciato quattro concerti in due città del Giappone, Tokyo e Osaka, il 7 dicembre. Il 9 gennaio 2023, le Blackpink hanno annunciato quattro spettacoli aggiuntivi per la tappa asiatica del tour a Singapore, Macao e Kaohsiung, mentre il 31 gennaio successivo sono stati annunciati i dettagli sui biglietti per i concerti in Australia e che il concerto di Auckland originariamente annunciato non era più fattibile a cause di complicazioni logistiche. È stato anche annunciato che le Blackpink sarebbero state in tournée per la prima volta a Città del Messico, esibendosi al Foro Sol il 26 e 27 aprile 2023. Come parte dell'encore del tour, le Blackpink hanno annunciato un concerto nello stadio di Parigi il 23 marzo e diversi concerti negli stadi degli Stati Uniti il 16 aprile. Il 26 giugno, sono state rese pubbliche due spettacoli ad Hanoi per il 29 e 30 luglio, prima di esibirsi nella tappa nordamericana dell'encore. Il 16 agosto, sono stati annunciati gli ultimi spettacoli finali in madrepatria.

## Produzione

### Scenografia e allestimento del palco
Secondo il direttore creativo del tour Amy Bowerman, lo spettacolo è stato concepito come una celebrazione della doppia identità delle Blackpink, così come l'individualità dei membri. Diviso in quattro atti, il primo atto si svolge in un giardino incantato e mette in mostra il lato più carino (rosa) del gruppo. Bowerman lo ha descritto come un «mondo boschivo, da ninfa, dove è molto civettuolo e femminile». Tuttavia, alcune scene accennano al lato più oscuro del gruppo, con immagini floreali grottesche come un giglio che perde liquido metallico e musica ad alta energia. Il secondo atto si appoggia maggiormente all'aspetto più maturo delle Blackpink, caratterizzato da un «monocromatico pesante che è molto aspro e potente». Il singolo apripista di Born Pink, Pink Venom, doveva essere il punto focale dello spettacolo; alla fine del secondo atto, funge da punto di svolta in cui il colore rosa appare per la prima volta nella produzione e viene utilizzato pesantemente in seguito. Il terzo atto evidenzia ogni membro come individuo con esibizioni da solista e uno «strano mix trippy» di colori. Il quarto e ultimo atto celebra il concetto di dualità delle Blackpink nel suo insieme, con immagini di dicotomie come acqua e terra o fuoco e ghiaccio in primo piano.

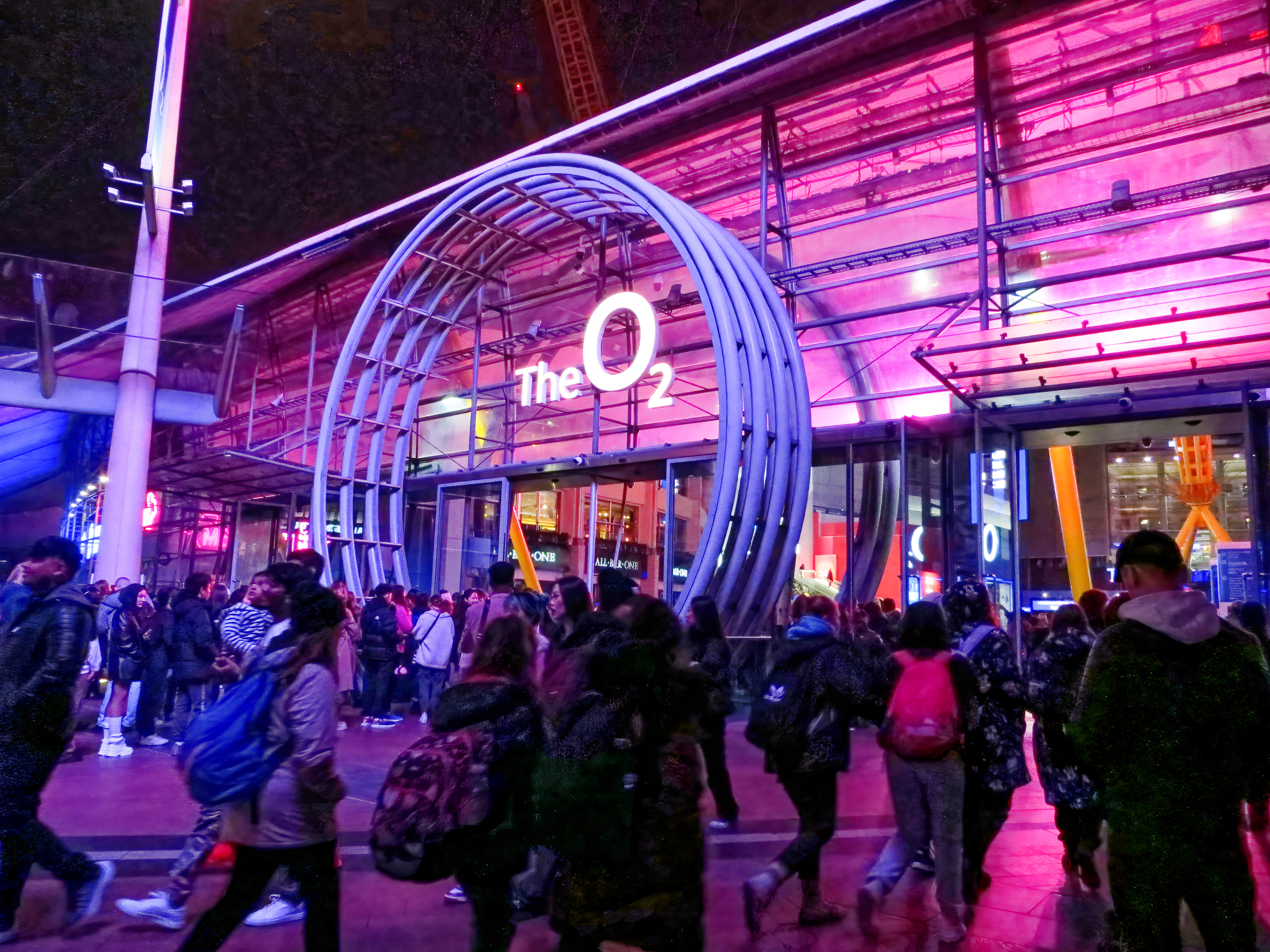
L'esterno della O_{2} Arena prima del concerto delle Blackpink, dicembre 2022

Per produrre lo spettacolo, la YG Entertainment si è rivolta a Ceremony London, una società di produzione visiva che in precedenza ha lavorato con artisti come Post Malone, Rina Sawayama, Holly Humberstone e Dua Lipa. La produzione è stata in definitiva uno sforzo multilaterale e collaborativo tra il team di produzione della YG Entertainment, la band americana e direttore musicale del gruppo e Ceremony London. Bowerman ha descritto l'evoluzione del concetto dello spettacolo come un processo «organico». Le stesse Blackpink sono state fortemente coinvolte nello spettacolo e hanno fornito il loro contributo, soprattutto per quanto riguarda la scaletta. Durante le prove per il tour, hanno determinato quali canzoni si adattassero e quando, con conseguenti modifiche alla grafica, ai movimenti e al palco; tuttavia, Pink Venom è rimasto il punto focale dello spettacolo. Durante lo sviluppo dello spettacolo sono state prese in considerazione anche le interazioni con i fan, con il tempo assegnato alle Blackpink per interagire con i propri fan, noti come Blinks.

## Sinossi
Lo spettacolo inizia con un video sullo schermo del palco principale delle Blackpink in un giardino incantato, dopodiché il gruppo si alza da sotto il palco. Per il primo atto, lo sfondo allude al giardino con sfumature di verde e blu mentre le Blackpink eseguono How You Like That, Pretty Savage e Whistle. Il gruppo si presenta e interagisce con il pubblico. La parte successiva della scaletta mette in mostra il lato "più morbido" del gruppo con le canzoni Don't Know What to Do e Lovesick Girls. I membri quindi lasciano il palco per un cambio di costume.
Il secondo atto del concerto inizia con un video in bianco e nero delle Blackpink in abiti luccicanti in un ambiente distopico. Tornano sul palco con Kill This Love, seguito da Crazy Over You, Playing with Fire e Tally davanti a uno sfondo monocromatico. Le Blackpink iniziano quindi la canzone Pink Venom, durante la quale il palco esplode di colori dal monocromatico al rosa. Successivamente, i membri lasciano il palco per un cambio di costume. Un remix di Pink Venom suona mentre i loro ballerini partecipano a una dance battle sul palco e la band in tournée esegue assoli di chitarra, basso, batteria e tastiera.
Il terzo atto del concerto prevede esibizioni soliste dei membri del gruppo, ciascuna preceduta con i loro nomi sullo schermo del palco principale. Jisoo inizia con una cover di Liar di Camila Cabello, che viene sostituita dalla sua canzone Flower dagli spettacoli di Tokyo in poi. Jennie è la prossima, eseguendo il suo brano inedito You & Me come un ballo in coppia con luci soffuse e uno sfondo delle loro sagome proiettate. La terza esibizione da solista è di Rosé, che canta Hard to Love e On the Ground. Alla fine, Lisa balla su una versione accorciata di Lalisa, per poi passare a Money facendo una pole dance.

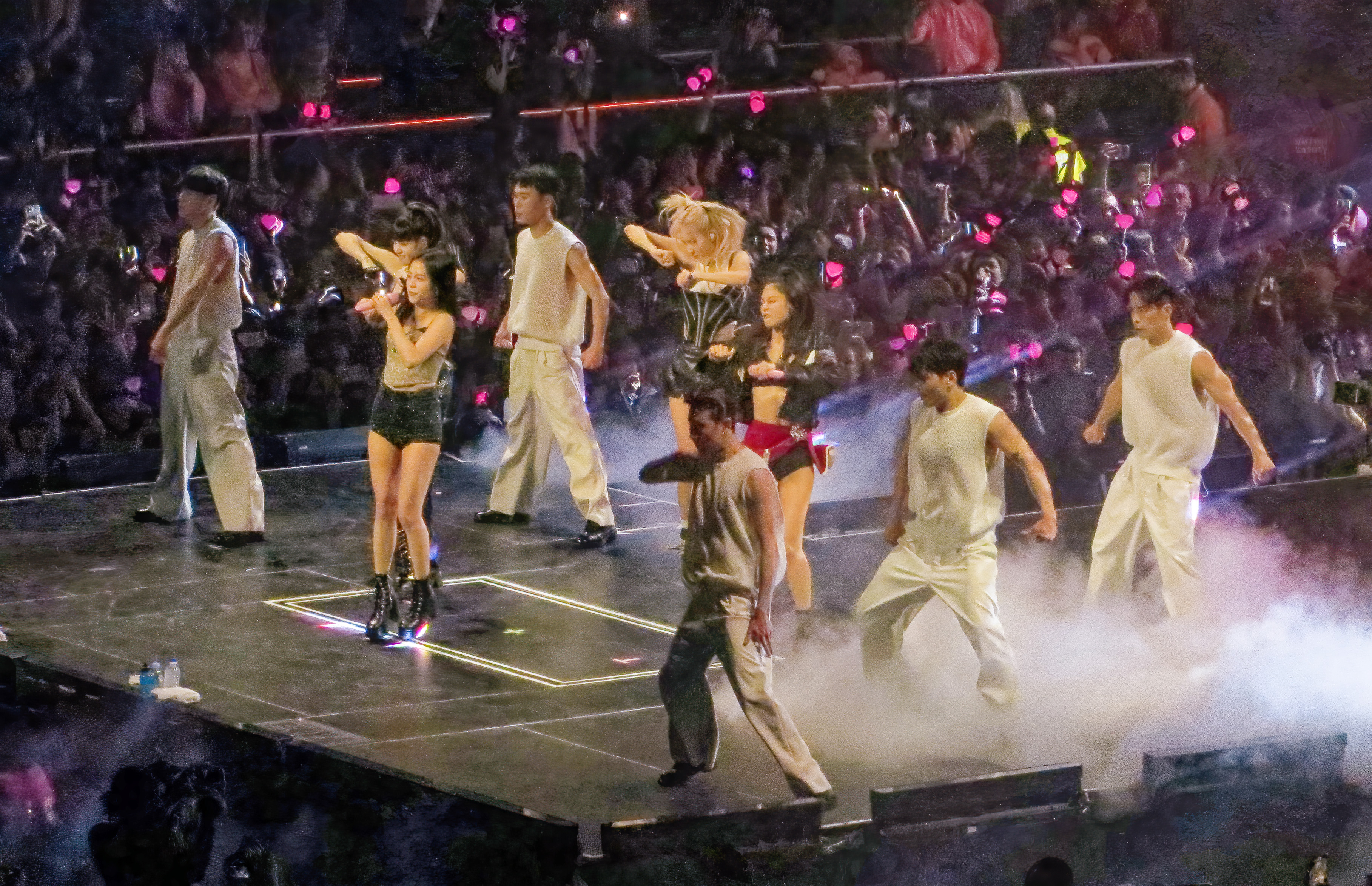
Le Blackpink mentre eseguono Ddu-Du Ddu-Du

Il quarto atto del concerto è preceduto da un video delle Blackpink in ambientazioni vibranti come lo spazio e la tundra, dopodiché tornano sul palco per eseguire Shut Down e Typa Girl. I membri interagiscono con il pubblico e insegnano la coreografia chiave per la canzone successiva, Ddu-Du Ddu-Du. L'ultima canzone dell'atto è Forever Young, dopodiché le Blackpink salutano e lasciano il palco.

### Encore
Le Blackpink tornano con magliette e felpe casual della linea di merchandising del loro tour. Eseguono Yeah Yeah Yeah e chiedono al pubblico di scegliere la loro prossima canzone. A seconda dello spettacolo, le Blackpink eseguono Stay o Boombayah. I membri prendono diversi lati del palco per ballare con il pubblico e giocare con le telecamere. Terminano con As If It's Your Last e salutano definitivamente prima di uscire con un ascensore che le cala fuori dal palco. Gli spettacoli degli encore in Francia e negli Stati Uniti presentano una scaletta e un design del palco completamente rinnovati che sono stati eseguiti per la prima volta durante le esibizioni da headliner al festival di Coachella e al BST Hyde Park. La maggior parte degli intermezzi video sono assenti dallo spettacolo. Pink Venom apre la nuova scaletta con un'esplosiva intro estesa che coinvolge i ballerini. Pretty Savage presenta una nuova pausa di ballo su delle sedie, dopo di che eseguono Kick It stando sedute. Per la sua esibizione da solista, Jennie esegue una versione remixata di You & Me seguita dal suo brano Solo. Jisoo esegue la sua canzone All Eyes on Me seguita da una versione abbreviata di Flower. Rosé esegue una versione abbreviata della sua canzone Gone seguita da On the Ground. Lisa esegue una versione esplicita di Money con una lunga pausa di ballo. La performance di Typa Girl include una nuova coreografia che coinvolge piume giganti e una nuova introduzione estesa. Lo spettacolo si conclude con una serie di fuochi d'artificio mentre i membri del gruppo ringraziano il pubblico e se ne vanno.

## Successo commerciale
Le Blackpink hanno fatto la storia con i loro spettacoli encore sold-out al MetLife Stadium di East Rutherford, nel New Jersey, che hanno attirato oltre 100 000 fan e le hanno rese solo la terza band femminile dopo Beyoncé e Taylor Swift a registrare il tutto esaurito per gli spettacoli consecutivi allo stadio. Diventate il primo gruppo femminile a tenere un concerto al Gocheok Sky Dome, il tour è considerato il più grande tour di un gruppo femminile nella storia con 66 spettacoli in 34 città del Nord America, Europa, Asia, Oceania e Medio Oriente con un totale di 1,8 milioni di presenze.

## Accoglienza
Il tour è stato accolto positivamente dalla critica. Tamar Herman di Variety ha elogiato l'energia e il legame delle Blackpink con i fan, scrivendo che ogni membro «ha vacillato durante lo spettacolo tra un senso di esuberanza e pura intensità» e ha spiegato che «a volte colpiscono nel segno con intensa ferocia e altre volte sorridono mentre trascinano un altro membro verso la telecamera per fare la loro parte mentre sono impegnate a giocare con i fan». Analizzando lo spettacolo di Dallas, Consequence ha evidenziato che l'impatto del gruppo «potrebbe essere cronometrato prima sei persino entrato nell'edificio».
Scrivendo per l'Evening Standard, Ali Shutler ha dato ai concerti della The O2 Arena cinque stelle su cinque, definendolo «scelti con cura da una gamma di generi familiari per creare qualcosa di fresco e per tutto lo spettacolo, sembrava che le quattro artiste continuassero l'eredità di lunga data del potere femminile del pop». Allo stesso modo, Neil McCormick, critico musicale del The Daily Telegraph, ha dato allo stesso concerto quattro stelle su cinque, definendolo «straordinario». Alexis Petridis del The Guardian e Rhian Daly della rivista NME hanno dato al tour quattro stelle su cinque, con il primo che lo considera «eccezionalmente ben fatto e di grande impatto», e quest'ultimo ha definito lo spettacolo «il più grande del suo genere per un gruppo femminile nella storia del K-pop».
D'altra parte, il quotidiano francese Le Parisien, ha definito il concerto del gruppo allo Stade de France il «peggior concerto internazionale di quest'estate», scrivendo che «solo perché il pubblico ha riempito lo State De France non significa che la performance sia buona», criticando la coreografia per essere «troppo da manuale» e che «i membri spesso camminavano uno di fronte all'altro a causa di problemi di comunicazione».

## Scaletta
La seguente è la scaletta corrispondente allo spettacolo di Seul del 16 ottobre 2022. Non rappresenta quindi la scaletta dell'intero tour.
Act 1
The Enchanted Garden Interlude
1. How You Like That
2. Pretty Savage
3. Whistle (accorciata)
4. Don't Know What to Do
5. Lovesick Girls

Act 2
Interlude I (contiene elementi di Kill This Love)
1. Kill This Love
2. Crazy Over You
3. Playing with Fire (accorciata)
4. Tally
5. Pink Venom (estesa)

Act 3 – Solos
Interlude II
1. Liar (cover di Camila Cabello) (assolo di Jisoo)
2. You & Me (assolo di Jennie)
3. Hard to Love (assolo di Rosé; accorciata)
4. On the Ground (assolo di Rosé; accorciata)
5. Lalisa (assolo di Lisa)
6. Money (assolo di Lisa; contiene elementi di Lalisa)

Act 4
Interlude III
1. Shut Down
2. Typa Girl
3. Ddu-Du Ddu-Du
4. Forever Young

Encore
1. Boombayah
2. Yeah Yeah Yeah
3. Stay (versione remixata)
4. As If It's Your Last

### Variazioni scaletta e curiosità
- Durante il secondo spettacolo a Newark, Jisoo esegue la sua cover solista di Liar per ultima, dopo Jennie, Rosé e Lisa.
- Durante il primo spettacolo a Los Angeles, Camila Cabello si è unita a Jisoo sul palco per eseguire Liar.[33]
- Durante lo spettacolo ad Amsterdam, le Blackpink hanno eseguito la loro cover di Last Christmas durante l'encore.
- A partire dal primo spettacolo a Tokyo, la cover solista di Jisoo di Liar è stata sostituita con la sua canzone Flower.
- Durante gli spettacoli a Singapore, Playing With Fire è stato sostituito da Stay. Il segmento dell'encore conterrebbe anche solo Boombayah e As If It's Your Last.
- La versione remix di Ddu-Du Ddu-Du non viene eseguita in tutti gli spettacoli, tranne all'encore di Bangkok.
- Really non viene eseguito in tutti gli spettacoli, tranne che ad Hanoi.
- Durante il segmento encore di entrambi gli spettacoli a Osaka, Boombayah è stato sostituito da Stay, e Yeah Yeah Yeah è stato aggiunto alla scaletta.
- Durante il secondo spettacolo ad Hanoi, Hard to Love è stato sostituito da Gone.
- Durante entrambi gli spettacoli ad Hanoi, le Blackpink hanno eseguito una breve cover dance di See Tình della cantante vietnamita Hoàng Thùy Linh, trend dell'applicazione TikTok.
- Durante il primo spettacolo a East Rutherford, Jisoo ha eseguito All Eyes on Me per la prima volta in assoluto. Il gruppo ha anche eseguito una cover di Happy Birthday To You per celebrare il settimo anniversario del gruppo.
- Durante gli ultimi tre spettacoli dell'encore negli Stati Uniti, il gruppo ha eseguito Don't Know What to Do dopo Shut Down.
- Durante lo spettacolo dell'encore a Los Angeles, Jennie non ha eseguito You & Me.

## Date del tour
| Data              | Città             | Stato               | Luogo                            | Biglietti venduti / Biglietti disponibili | Incasso      |
| Asia              | Asia              | Asia                | Asia                             | Asia                                      | Asia         |
| ----------------- | ----------------- | ------------------- | -------------------------------- | ----------------------------------------- | ------------ |
| 15 ottobre 2022   | Seul              | Corea del Sud       | KSPO Dome                        | 20 000                                    |              |
| 16 ottobre 2022   | Seul              | Corea del Sud       | KSPO Dome                        | 20 000                                    |              |
| America del Nord  |                   |                     |                                  |                                           |              |
| 25 ottobre 2022   | Dallas            | Stati Uniti         | American Airlines Center         | 200 000                                   |              |
| 26 ottobre 2022   | Dallas            | Stati Uniti         | American Airlines Center         | 200 000                                   |              |
| 29 ottobre 2022   | Houston           | Stati Uniti         | Toyota Center                    | 200 000                                   |              |
| 30 ottobre 2022   | Houston           | Stati Uniti         | Toyota Center                    | 200 000                                   |              |
| 2 novembre 2022   | Atlanta           | Stati Uniti         | State Farm Arena                 | 200 000                                   |              |
| 3 novembre 2022   | Atlanta           | Stati Uniti         | State Farm Arena                 | 200 000                                   |              |
| 6 novembre 2022   | Hamilton          | Canada              | FirstOntario Centre              | 200 000                                   |              |
| 7 novembre 2022   | Hamilton          | Canada              | FirstOntario Centre              | 200 000                                   |              |
| 10 novembre 2022  | Chicago           | Stati Uniti         | United Center                    | 200 000                                   |              |
| 11 novembre 2022  | Chicago           | Stati Uniti         | United Center                    | 200 000                                   |              |
| 14 novembre 2022  | Newark            | Stati Uniti         | Prudential Center                | 200 000                                   | $6 595 517   |
| 15 novembre 2022  | Newark            | Stati Uniti         | Prudential Center                | 200 000                                   | $6 595 517   |
| 19 novembre 2022  | Los Angeles       | Stati Uniti         | Banc of California Stadium       | 200 000                                   | $15 346 966  |
| 20 novembre 2022  | Los Angeles       | Stati Uniti         | Banc of California Stadium       | 200 000                                   | $15 346 966  |
| Europa            |                   |                     |                                  |                                           |              |
| 30 novembre 2022  | Londra            | Regno Unito         | The O2 Arena                     | 160 000                                   |              |
| 1º dicembre 2022  | Londra            | Regno Unito         | The O2 Arena                     | 160 000                                   |              |
| 5 dicembre 2022   | Barcellona        | Spagna              | Palau Sant Jordi                 | 160 000                                   |              |
| 8 dicembre 2022   | Colonia           | Germania            | Lanxess Arena                    | 160 000                                   |              |
| 11 dicembre 2022  | Parigi            | Francia             | Accor Arena                      | 160 000                                   |              |
| 12 dicembre 2022  | Parigi            | Francia             | Accor Arena                      | 160 000                                   |              |
| 15 dicembre 2022  | Copenaghen        | Danimarca           | Royal Arena                      | 160 000                                   |              |
| 19 dicembre 2022  | Berlino           | Germania            | Mercedes-Benz Arena              | 160 000                                   |              |
| 20 dicembre 2022  | Berlino           | Germania            | Mercedes-Benz Arena              | 160 000                                   |              |
| 22 dicembre 2022  | Amsterdam         | Paesi Bassi         | Ziggo Dome                       | 160 000                                   |              |
| Asia              |                   |                     |                                  |                                           |              |
| 7 gennaio 2023    | Bangkok           | Thailandia          | National Stadium                 | 85 000                                    |              |
| 8 gennaio 2023    | Bangkok           | Thailandia          | National Stadium                 | 85 000                                    |              |
| 13 gennaio 2023   | Hong Kong         | Hong Kong           | AsiaWorld–Arena                  | 14 000                                    |              |
| 14 gennaio 2023   | Hong Kong         | Hong Kong           | AsiaWorld–Arena                  |                                           |              |
| 15 gennaio 2023   | Hong Kong         | Hong Kong           | AsiaWorld–Arena                  |                                           |              |
| 20 gennaio 2023   | Riad              | Arabia Saudita      | BLVD International Festival Site | 25 000                                    |              |
| 28 gennaio 2023   | Abu Dhabi         | Emirati Arabi Uniti | Etihad Park                      |                                           |              |
| 4 marzo 2023      | Kuala Lumpur      | Malaysia            | Stadio nazionale di Bukit Jalil  | 60 000                                    |              |
| 11 marzo 2023     | Giacarta          | Indonesia           | Gelora Bung Karno Main Stadium   | 70 000                                    |              |
| 12 marzo 2023     | Giacarta          | Indonesia           | Gelora Bung Karno Main Stadium   |                                           |              |
| 18 marzo 2023     | Kaohsiung         | Taiwan              | Kaohsiung National Stadium       | 90 000                                    |              |
| 19 marzo 2023     | Kaohsiung         | Taiwan              | Kaohsiung National Stadium       | 90 000                                    |              |
| 25 marzo 2023     | Bocaue            | Filippine           | Philippine Arena                 | 55 000                                    |              |
| 26 marzo 2023     | Bocaue            | Filippine           | Philippine Arena                 | 55 000                                    |              |
| 8 aprile 2023     | Tokyo             | Giappone            | Tokyo Dome                       | 110 000                                   |              |
| 9 aprile 2023     | Tokyo             | Giappone            | Tokyo Dome                       | 110 000                                   |              |
| America del Nord  |                   |                     |                                  |                                           |              |
| 26 aprile 2023    | Città del Messico | Messico             | Foro Sol                         | 113 498                                   | $19 938 131  |
| 27 aprile 2023    | Città del Messico | Messico             | Foro Sol                         | 113 498                                   | $19 938 131  |
| Asia              |                   |                     |                                  |                                           |              |
| 13 maggio 2023    | Singapore         | Singapore           | Stadio nazionale di Singapore    | 100 000                                   |              |
| 14 maggio 2023    | Singapore         | Singapore           | Stadio nazionale di Singapore    | 100 000                                   |              |
| 20 maggio 2023    | Macao             | Macao               | Galaxy Arena                     | 20 000                                    |              |
| 21 maggio 2023    | Macao             | Macao               | Galaxy Arena                     | 20 000                                    |              |
| 27 maggio 2023    | Bangkok           | Thailandia          | Stadio Rajamangala               | 100 000                                   |              |
| 28 maggio 2023    | Bangkok           | Thailandia          | Stadio Rajamangala               | 100 000                                   |              |
| 3 giugno 2023     | Osaka             | Giappone            | Osaka Dome                       | 100 000                                   |              |
| 4 giugno 2023     | Osaka             | Giappone            | Osaka Dome                       | 100 000                                   |              |
| Oceania           |                   |                     |                                  |                                           |              |
| 10 giugno 2023    | Melbourne         | Australia           | Rod Laver Arena                  | 50 000                                    |              |
| 11 giugno 2023    | Melbourne         | Australia           | Rod Laver Arena                  | 50 000                                    |              |
| 16 giugno 2023    | Sydney            | Australia           | Qudos Bank Arena                 | 50 000                                    |              |
| 17 giugno 2023    | Sydney            | Australia           | Qudos Bank Arena                 | 50 000                                    |              |
| Europa            |                   |                     |                                  |                                           |              |
| 15 luglio 2023    | Saint-Denis       | Francia             | Stade de France                  | 55 000                                    |              |
| Asia              |                   |                     |                                  |                                           |              |
| 29 luglio 2023    | Hanoi             | Vietnam             | Mỹ Đình National Stadium         | 70 000                                    |              |
| 30 luglio 2023    | Hanoi             | Vietnam             | Mỹ Đình National Stadium         | 70 000                                    |              |
| America del Nord  |                   |                     |                                  |                                           |              |
| 11 agosto 2023    | East Rutherford   | Stati Uniti         | MetLife Stadium                  | 230 000                                   |              |
| 12 agosto 2023    | East Rutherford   | Stati Uniti         | MetLife Stadium                  | 230 000                                   |              |
| 18 agosto 2023    | Paradise          | Stati Uniti         | Allegiant Stadium                | 230 000                                   |              |
| 22 agosto 2023    | San Francisco     | Stati Uniti         | Oracle Park                      | 230 000                                   |              |
| 26 agosto 2023    | Los Angeles       | Stati Uniti         | Dodger Stadium                   | 230 000                                   |              |
| Asia              |                   |                     |                                  |                                           |              |
| 16 settembre 2023 | Seul              | Corea del Sud       | Gocheok Sky Dome                 | 35 000                                    |              |
| 17 settembre 2023 | Seul              | Corea del Sud       | Gocheok Sky Dome                 | 35 000                                    |              |
| Totale            | Totale            | Totale              | Totale                           | 1 800 000                                 | $148 300 000 |

## Festival
| Data             | Città            | Stato            | Luogo            | Festival                                 |
| America del Nord | America del Nord | America del Nord | America del Nord | America del Nord                         |
| ---------------- | ---------------- | ---------------- | ---------------- | ---------------------------------------- |
| 15 aprile 2023   | Indio            | Stati Uniti      | Empire Polo Club | Coachella Valley Music and Arts Festival |
| 22 aprile 2023   | Indio            | Stati Uniti      | Empire Polo Club | Coachella Valley Music and Arts Festival |
| Europa           |                  |                  |                  |                                          |
| 2 luglio 2023    | Londra           | Regno Unito      | Hyde Park        | BST Hyde Park                            |

## Cancellazioni
| Data           | Città    | Stato         | Luogo               | Causa                    |
| Oceania        | Oceania  | Oceania       | Oceania             | Oceania                  |
| -------------- | -------- | ------------- | ------------------- | ------------------------ |
| 21 giugno 2023 | Auckland | Nuova Zelanda | Sede mai confermata | Complicazioni logistiche |

### Annotazioni
1. ↑  Solo 29 dei 66 spettacoli segnalati.[55]

### Fonti
1. ↑  (EN) Christi Carras, Blackpink announces the largest world tour ever for a K-pop girl group, su Los Angeles Times, 9 agosto 2022. URL consultato l'11 agosto 2022.
2. ↑  (EN) Ellie Robinson, BLACKPINK share snippet of fiery new song in 'Born Pink' teaser video, su NME, 1º agosto 2022. URL consultato l'11 agosto 2022.
3. ↑  (EN) Larisha Paul, Blackpink Unveils 'Born Pink' Tour Dates, Plots Largest World Tour in the History of a K-Pop Girl Group, su Rolling Stone, 10 agosto 2022. URL consultato l'11 agosto 2022.
4. ↑  (EN) Glenn Rowley, BLACKPINK Reveal Born Pink World Tour Details & Add Another City, su Billboard, 6 settembre 2022. URL consultato il 27 agosto 2023.
5. ↑  (EN) Starr Bowenbank, BLACKPINK Teases Visuals From Born Pink World Tour: See the Pics, su Billboard, 6 ottobre 2022. URL consultato il 27 agosto 2023.
6. 1 2  (KO) Ahn Jin-yong, 블랙핑크 월드투어 스타트 …서울 '핑크빛 열광' 2만명 모여, su Naver, 17 ottobre 2022. URL consultato il 17 ottobre 2022.
7. ↑  (EN) Surej Singh, BLACKPINK announce additional shows in Manila, Hong Kong and Jakarta next year, su NME, 28 ottobre 2022. URL consultato il 27 agosto 2023.
8. ↑  (EN) Tim Peacock, BLACKPINK Add Japanese Dates To 'Born Pink' Tour, su uDiscoverMusic, 19 dicembre 2022. URL consultato il 27 agosto 2023.
9. ↑  (EN) Surej Singh, BLACKPINK add two new shows in Bangkok this May, su NME, 22 febbraio 2023. URL consultato il 27 agosto 2023.
10. 1 2  (EN) Lars Brandle, BlackPink Sets 'Born Pink' Australia Tour, su Billboard, 1º febbraio 2023. URL consultato il 1º febbraio 2023.
11. ↑  (ES) Vicky Reyes, Blackpink en México 2023: Se liberan nuevas entradas para el concierto más esperado del año, su Glamour México, 26 aprile 2023. URL consultato il 27 agosto 2023.
12. ↑  (EN) Puah Ziwei, BLACKPINK announce additional stadium show in Paris this July, su NME, 23 marzo 2023. URL consultato il 27 agosto 2023.
13. ↑  (EN) Puah Ziwei, BLACKPINK add new date to encore 'Born Pink' North American tour, su NME, 27 aprile 2023. URL consultato il 27 agosto 2023.
14. ↑  (EN) Puah Ziwei, BLACKPINK announce new Hanoi shows for 'Born Pink' world tour, su NME, 26 giugno 2023. URL consultato il 27 agosto 2023.
15. ↑  (EN) Gladys Yeo, BLACKPINK announce 'Born Pink' world tour finale with two shows in Seoul, su NME, 24 agosto 2023. URL consultato il 27 agosto 2023.
16. ↑  (EN) Taylor Glasby, How the creative director of BLACKPINK's tour brought it to life, su i-D, 23 novembre 2022. URL consultato il 4 luglio 2023.
17. 1 2  (EN) Gladys Yeo, Going behind the 'Born Pink' tour with its creative director: "We could do a six-hour BLACKPINK rock opera", su NME, 29 novembre 2022. URL consultato il 4 luglio 2023.
18. ↑  (EN) Bianca Betancourt, Girl Power Is Alive and Well at Blackpink's 'Born Pink' World Tour, su Harper's Bazaar, 22 novembre 2022. URL consultato il 4 luglio 2023.
19. ↑  (KO) Kim Hyun-sik, '체조경기장 재입성' 블랙핑크, 2만 관객 앞 '장족의 발전' 증명[종합], su Naver, 16 ottobre 2022. URL consultato il 4 luglio 2023.
20. ↑  (EN) Lucy Ford, Inside the vibrant world of Blackpink's Born Pink tour, su British GQ, 1º dicembre 2022. URL consultato il 4 luglio 2023.
21. ↑  (EN) Jeff Benjamin, 8 Best Moments From BLACKPINK's Celebratory 'Encore' Stadium Tour Kickoff in New Jersey, su Billboard, 13 agosto 2023. URL consultato il 20 agosto 2023.
22. ↑  (EN) Latifah Muhammad, BLACKPINK's Born Pink 'Encore' Tour: Where to Buy Tickets Online for Cheap, su Billboard, 14 agosto 2023. URL consultato il 20 agosto 2023.
23. ↑  (KO) Jeong Yoon-kyung, [영상] 블랙핑크, 뉴욕 콘서트 이틀 연속 매진…굿즈도 불티나게 팔렸다, su Naver, 14 agosto 2023. URL consultato il 20 agosto 2023.
24. ↑  (KO) Lee Tae-soo, 블랙핑크, 이번 주말 서울서 월드투어 대장정 마무리, su Naver, 16 settembre 2023. URL consultato il 17 settembre 2023.
25. ↑  (KO) Go Seung-ah, "올해 7주년, 앞으로도 멋있는 블랙핑크 될 것…사랑해" [N현장], su Naver, 17 settembre 2023. URL consultato il 17 settembre 2023.
26. ↑  (EN) Tamar Herman, Blackpink Mixes Exuberance and Intensity to Dazzle Adoring Fans in New Jersey, su Variety, 15 novembre 2022. URL consultato il 17 settembre 2023.
27. ↑  (EN) Carly May Gravley, BLACKPINK Kick Off Massive "BORN PINK World Tour" in Dallas: Review and Setlist, su Consequence, 26 ottobre 2022. URL consultato il 17 settembre 2023.
28. ↑  (EN) Ali Shutler, Blackpink at the O2 Arena review: every minute was spectacular, su Evening Standard, 1º dicembre 2022. URL consultato il 4 luglio 2023.
29. ↑  (EN) Neil McCormick, Glitter bombs, miniskirts and the most hyper pop on Earth: Blackpink owned the O2, su The Daily Telegraph, 2 dicembre 2022. URL consultato il 17 settembre 2023.
30. ↑  (EN) Alexis Petridis, Blackpink review – world-conquering K-pop girl band prove worthy of the worship, su The Guardian, 2 dicembre 2022. URL consultato il 4 luglio 2023.
31. ↑  (EN) Rhian Daly, BLACKPINK live in Seoul: K-pop superstars bring power and playfulness as their massive 'Born Pink' world tour lifts off, su NME, 17 ottobre 2022. URL consultato il 18 settembre 2023.
32. 1 2  (EN) Kristofer Purnell, Famed French newspaper calls Blackpink concert 'worst of the summer', su The Philippine Star, 6 settembre 2023. URL consultato il 18 settembre 2023.
33. ↑  (EN) Ashley Iasimone, Starr Bowenbank, Blackpink's Jisoo & Camila Cabello Perform 'Liar' Together in Los Angeles, su Billboard, 21 novembre 2022. URL consultato il 7 luglio 2023.
34. ↑  (KO) Yoo Byeong-cheol, '20만 관객 열광' 블랙핑크, 美 7개 도시 14회 공연 달궜다…유럽 투어 30일 영국 런던 포문, su Naver, 22 novembre 2022. URL consultato il 18 settembre 2023.
35. ↑  (EN) Top 300 Concert Grosses (PDF), su Pollstar. URL consultato il 4 luglio 2022.
36. 1 2 3   "2023 Yearend Top 300 Concert Grosses" (PDF), su data.pollstar.com. URL consultato il 14 luglio 2025 (archiviato dall'url originale il 31 gennaio 2024).
37. ↑  (KO) Kim Ji-hye, 블랙핑크, 유럽 7개 도시·10회 공연 대성황..마지막 공연 성료, su Naver, 27 dicembre 2022. URL consultato il 18 settembre 2023.
38. ↑  (EN) Hwang You-mee, [Today's K-pop] Ateez hits Billboard 200 at No. 7 with single, su The Korea Herald, 9 gennaio 2023. URL consultato il 15 gennaio 2023.
39. ↑  (EN) Blackpink lead top stars back on the road in Asia, su BBC News, 28 febbraio 2023. URL consultato il 24 marzo 2023.
40. ↑  (EN) Blackpink thank Saudi fans in Riyadh before heading to the UAE, su Arab News, 21 gennaio 2023. URL consultato il 4 luglio 2023.
41. ↑  (EN) Anndrea A. Webber, Hannah Yeoh attends Blackpink's Bukit Jalil concert, praises fans for orderly behaviour, su The Star, 6 marzo 2023. URL consultato il 4 luglio 2023.
42. ↑  (EN) Laila Afifa, BLACKPINK Jakarta Concert Tickets Soldout, BLINK Indonesia Sing Together, su Tempo, 12 marzo 2023. URL consultato il 4 luglio 2023.
43. ↑  (ZH) BLACKPINK高雄Day 2準時收班 4.5萬粉全都乖乖坐好, su Yahoo! News, 19 marzo 2023. URL consultato il 24 marzo 2023.
44. ↑  (EN) Bernardo Jaehwa, Blackpink: Philippines is 'one of the loudest crowds', su ABS-CBN, 29 marzo 2023. URL consultato il 18 settembre 2023.
45. ↑  (KO) 블랙핑크, 日도쿄 돔 공연 성료..양일 11만명 운집 '압도적 티켓 파워', su Naver, 10 aprile 2023. URL consultato il 4 luglio 2023.
46. ↑  (EN) #Showbiz: Blackpink entertains 50,000 fans at Singapore's National Stadium [NSTTV], su New Straits Times, 14 maggio 2023. URL consultato il 4 luglio 2023.
47. ↑  (EN) Jan Lee, Lauren Chian, Blackpink ignite 50,000 fans at National Stadium concert amid sweltering heat, su The Straits Times, 14 maggio 2023. URL consultato il 4 luglio 2023.
48. ↑  (EN) Galaxy Macau, BLACKPINK WORLD TOUR [BORN PINK] MACAU HELD IN GALAXY ARENA SUCCESSFULLY show their ENERGETIC dance and music to over 20 thousand music lovers, su PR Newswire, 23 maggio 2023. URL consultato il 4 luglio 2023.
49. ↑  (EN) Blackpink Bangkok concerts at Rajamangala National Stadium May, 2023 – Where to buy tickets, su Tasty Thailand, 24 febbraio 2023. URL consultato il 4 luglio 2023.
50. ↑  (KO) Kim Ji-woo, 블랙핑크 3인, 日 투어 가득 채웠다[종합], su Naver, 5 giugno 2023. URL consultato il 7 luglio 2023.
51. ↑  (KO) Han Hae-seon, 블랙핑크, '로제 고향' 호주 시드니 뜨겁게 달궜다..'전석 매진' 성료, su Naver, 19 giugno 2023. URL consultato il 18 settembre 2023.
52. ↑  (KO) Lee Seung-yoon, 블랙핑크 하노이콘서트 '대성황'…닛케이 "한류 영향력 더 커질 것", su insidevina.com, 31 luglio 2023. URL consultato il 24 agosto 2023.
53. ↑  (KO) Park Ji-yoon, 블랙핑크, 美 앙코르 투어 성료...4개 도시·23만 명 동원, su Naver, 30 agosto 2023. URL consultato il 18 settembre 2023.
54. 1 2  (KO) Lee Jae-hoon, "앞으로도 멋있는 블랙핑크가 되겠습니다", su Naver, 17 settembre 2023. URL consultato il 18 settembre 2023.
55. ↑  (EN) Eric Frankenberg, Leila Cobo, BLACKPINK, Karol G & More Are Diversifying Stadium Stages — and Boxscore Charts, su Billboard, 30 novembre 2023. URL consultato il 3 dicembre 2023.